# Quincy (Frankrijk)
Quincy is een gemeente in het Franse departement Cher (regio Centre-Val de Loire) en telt 775 inwoners (1999). De plaats maakt deel uit van het arrondissement Vierzon.

## Geografie
Quincy is een dorp op 10 km van Vierzon en Bourges. Mehun-sur-Yèvre (5000 inwoners) is een middelgrote stad in de buurt van Quincy. Het is beroemd om zijn kasteel, gebouwd door koning Karel VII. De rivier Cher stroomt door Quincy. De gemeenschap geeft de Quincy-wijnregio zijn naam.
De oppervlakte van Quincy bedraagt 18,0 km², de bevolkingsdichtheid is 43,1 inwoners per km².
De onderstaande kaart toont de ligging van Quincy (Frankrijk) met de belangrijkste infrastructuur en aangrenzende gemeenten.

## Demografie
Onderstaande figuur toont het verloop van het inwonertal (bron: INSEE-tellingen).